# وقاح (ردمان)

تعديل مصدري - تعديل

وقاح هي إحدى قرى عزلة ال بقش بمديرية ردمان التابعة لمحافظة البيضاء، بلغ تعداد سكانها 91 نسمة حسب تعداد اليمن لعام 2004.